# WE GO
「WE GO」（ウィー ゴー）は、2015年5月20日にZAIN RECORDSから発売されたBREAKERZの15thシングル。

## 概要
- 前作「RUSTY HEARTS」以来2年4か月ぶりのリリースとなったこのシングルの表題曲は、「オーバーライト」（13枚目のシングル）以来6曲目の『名探偵コナン』のタイアップ曲であり、オープニングでは「Miss Mystery」（12枚目のシングル）以来3曲目[1]。また発売日当日に代々木公園でフリーライブを行った[2][3]。
- 初回盤Aは表題曲のプロモーションビデオおよびメイキングが付属した。表題曲のプロモーションビデオは演奏シーンのみで構成されたが、「力」と「繋がり」をテーマにし、それを『光』で表現したものである[4]。
- この曲でテレビ朝日系『ミュージックステーション』に3回目の出演を果たした[5]。「激情」以来4年10か月ぶりの出演となり、『名探偵コナン』へのタイアップ作品の中ではソロ活動時も含めて初であった。

## 特典
封入特典
- 初回限定盤B：「カードファイト!! ヴァンガードG」PRカード1枚「変転の賢者 ライロン」
- 通常盤（初回生産分）：トレーディングカード封入（全4種ランダムから1枚）

## 収録曲

### 初回限定盤A

#### CD
1. WE GO [3:53] 
  - 作詞・作曲：DAIGO / 編曲：BREAKERZ、宅見将典

2014年大晦日に行われたカウントダウンライブで初披露された曲であり、バンドの再始動を飾るのにふさわしいロックチューンに仕上がっている。
2. 白夜の月 [3:56]
  - 作詞：DAIGO / 作曲：SHINPEI / 編曲：BREAKERZ

#### DVD
- 「WE GO」 Music Clip+Music Clip Off Shot

### 初回限定盤B
1. WE GO [3:53]
2. 愛×檻 [3:35]
  - 作詞：DAIGO / 作曲：AKIHIDE / 編曲：BREAKERZ

### 通常盤
1. WE GO [3:53]
2. 光〜Acoustic Version〜 [5:21]
  - 作詞・作曲：DAIGO / 編曲：小野塚晃

6thシングル「光」のアコースティックバージョン。
3. WE GO -TV Size Edit- [2:00]

## テレビ出演
- バズリズム（2015年5月15日放送、日本テレビ）
- MUSIC JAPAN（2015年5月24日・10月11日放送、NHK）
- ミュージックステーション（2015年5月29日放送、テレビ朝日）
- COUNT DOWN TV（2015年5月30日放送、TBS）
- FNSうたの夏まつり2015（2015年7月29日放送、フジテレビ）
- 日テレ系音楽の祭典 ベストアーティスト2015（2015年11月24日放送、日本テレビ）

## タイアップ
WE GO
- 読売テレビ・日本テレビ系アニメ『名探偵コナン』オープニングテーマ
- H.I.S.「スーパーサマーセール2015」CMソング